# Альтдорф (Рейнланд-Пфальц)
Альтдорф (нім. Altdorf) — громада в Німеччині, розташована в землі Рейнланд-Пфальц. Входить до складу району Південний Вайнштрассе. Складова частина об'єднання громад Еденкобен.
Площа — 6,36 км2. Населення становить 898 ос. (станом на 31 грудня 2020).